# Чхой Мі Сун
Чхой Мі Сун (30 вересня 1972) — південнокорейська хокеїстка на траві.
Срібна призерка Олімпійських Ігор 1996 року.
Переможниця Азійських ігор 1998 року.